# Tethionea bidentata
Tethionea bidentata är en skalbaggsart som beskrevs av J. Linsley Gressitt 1955. Tethionea bidentata ingår i släktet Tethionea och familjen långhorningar. Inga underarter finns listade i Catalogue of Life.